# Zăpodea (okręg Marusza)
Zăpodea – wieś w Rumunii, w okręgu Marusza, w gminie Sânger. W 2011 roku liczyła 172 mieszkańców.